# Process (organisation)
Organisationsprocess, verksamhetsprocess, affärsprocess eller process är en uppsättning återkommande och sammanlänkade aktiviteter som utförs i ett företag eller annan organisation i syfte att tillfredsställa ett kundbehov. En affärsprocess är en uppsättning repetitiva aktiviteter som skapar värde genom att förvandla en insats till ett mer värdefullt utfall. Både de resurser som utgör insats och utfall kan vara information och/eller föremål, och kan utgöra fysiska produkter (varor) eller immateriella tjänster. Förvandlingen kan utföras av mänskliga aktörer, maskiner eller båda. 
Processen beskrivs ofta som ett avgränsat nätverk eller en kedja av sammanlänkade aktiviteter och utgör beskrivningar för hur och i vilken ordning olika återkommande aktiviteter ska utföras, om de kan utföras i sekvens, parallellt eller villkorligt. En processkarta är en grafisk beskrivning av en eller flera sådana nätverk, och kan också beskriva vilka resurser som levereras mellan varje aktivitet, och vilka aktörer som utför aktiviteterna. Processkartan ger en helhetsbild av en specifik verksamhet inom en organisation. 
Ofta används liknelsen att processen är en väg som man sedan gör återkommande resor längs varje gång en intressents behov behöver tillfredsställas. Varje resa kräver användande av olika resurser, till exempel personal och verktyg. Processen inom organisationen har en struktur med en definierad början och slut. Man kan därmed följa processen och tydligt förstå dess betydelse och position i den övergripande verksamheten. En process kan även definieras efter sina kunder, interna som externa, dessa blir processens direkta aktörer. 
En verksamhetsprocess skiljer sig från ett projekt som är en tidsbegränsad sekvens av aktiviteter som inte behöver repeteras.

## Historik
Processer blev under 1990-talet ett av de stora modeorden inom organisationsutveckling. Michael Hammer och James Champy lanserade begreppet business process reengineering (på svenska ung. "omskapande av affärsprocesser") i sin bok Reengineering the corporation (1990) och skapade en trend att helt riva upp existerande företagsstrukturer för att designa alla processer från början. Snart insåg man emellertid att den inte var reengineering som var det viktiga utan just process, och att det är viktigt att ta tillvara de existerande processerna i ett företag och göra dem mer effektiva. 

## Processutveckling
Processutveckling syftar till att utveckla en viss process, exempelvis genom att eliminera antalet överlämnanden som sker mellan personer som är ansvariga för olika delar av processen. Vissa organisationer väljer att lägga huvudansvaret för processen och dess utveckling på en processägare.

## Processmognad
CMM (Capability Maturity Model) används för att utvärdera kvaliteten på utvecklingsprocessen hos mjukvaruorganisationer.
TPI NEXT (Test Process Improvement) används för att utvärdera kvaliteten på testprocessen hos mjukvaruorganisationer.